# روزاریو فینا
روزاریو فینا (ایتالیایی: Rosario Fina؛ زادهٔ ۲۳ مارس ۱۹۶۹) دوچرخه‌سوار اهل ایتالیا است. وی در مسابقات تور دو فرانس شرکت کرده است.